# Шамса
Шаблон:Otheruse
Шамса (дари شمسه) — кишлак на северо-востоке Афганистана, в вилаяте (провинции) Бадахшан. Входит в состав района Вахан.

## Географическое положение
Шамса расположена на северо-востоке Бадахшана, в высокогорной местности, на левом берегу реки Вахандарьи, вблизи впадения в неё малой реки Дарайи-Шамса, на расстоянии приблизительно 223 километров к востоку от города Файзабада, административного центра вилаята. Абсолютная высота — 3211 метров над уровнем моря. Ближайшие населённые пункты — кишлак Юр (выше по течению Вахандарьи), кишлак Санин (ниже по течению Вахандарьи).

## Население
В национальном составе преобладают ваханцы.